# رون سمورنبورغ
رون سمورنبورغ (بالهولندية: Ron Smoorenburg) هو ممثل ومقاتل فنون قتالية هولندي ولد في يوم 30 أبريل 1974 في مدينة نيواخاين. بدأ التمثيل في سنة 1998 واشتهر بالتمثيل في الأفلام الصينية.